# Iron Helix
Iron Helix est un jeu vidéo d'action sorti en 1994 et fonctionne sur Mega-CD, Mac OS et Windows. Le jeu a été développé par Drew Pictures et édité par Spectrum Holobyte.